# Trachemys stejnegeri
Trachemys stejnegeri is een schildpad uit de familie moerasschildpadden (Emydidae).
De schildpad bereikt een maximale schildlengte tot 24 centimeter, vrouwtjes worden groter dan de mannetjes. De kleur van het schild is grijs tot bruin of zwart, de jongere dieren hebben gele strepen op het schild. De huid van de poten en staart is grijsachtig en heeft lichtere tot gele strepen.
Trachemys stejnegeri komt voor in delen van zuidoostelijk Azië, en leeft in de landen Hispaniola, Dominicaanse Republiek, Puerto Rico, Inagua en de Bahama's. Daarnaast is de schildpad geïntroduceerd op het eiland Marie-Galante. Het is een bewoner van rivieren en andere wateren met veel vegetatie en een modderbodem.

## Taxonomie
De soort werd voor het eerst wetenschappelijk beschreven door Karl Patterson Schmidt in 1928. De schildpad werd later onder andere tot het geslacht Pseudemys gerekend, zodat verschillende namen worden gebruikt.
Er worden drie ondersoorten erkend, die voornamelijk verschillen in verspreidingsgebied.
- Trachemys stejnegeri stejnegeri; het grootste deel van het verspreidingsgebied.
- Trachemys stejnegeri malonei; Bahama's.
- Trachemys stejnegeri vicina; Hispaniola.